# Mar Vermelho Meridional
Mar Vermelho do Sul (Debub-Keih-Bahri) é uma região (zoba) da Eritreia, sua capital é a cidade de Asseb.